# Ilich (Otrádnaya, Krasnodar)
Ilich (del ruso: Ильич) es un jútor del raión de Otrádnaya del krai de Krasnodar, en Rusia. Está situada en un área premontañosa y boscosa de las vertientes septentrionales del Cáucaso Norte, a orillas del arroyo Kuva, afluente por la derecha del río Urup, junto a la frontera de la república de Karacháyevo-Cherkesia, 37 km al suroeste de Otrádnaya y 213 km al sureste de Krasnodar, la capital del krai. Tenía una población de 225 habitantes en 2010.
Pertenece al municipio Peredovskoye.

## Economía
Alrededor de la localidad se hallan varias rutas turísticas.